# Paraprisomera taprobanae
Paraprisomera taprobanae är en insektsart som först beskrevs av John Obadiah Westwood 1859.  Paraprisomera taprobanae ingår i släktet Paraprisomera och familjen Phasmatidae. Inga underarter finns listade i Catalogue of Life.